# Abgebrannt
Abgebrannt ist ein deutsches Filmdrama von Verena S. Freytag aus dem Jahr 2011.

## Handlung
Die Deutsch-Türkin Pelin lebt in Berlin-Wedding, bezieht Sozialhilfe und hat drei Kinder von verschiedenen Vätern. Nebenbei arbeitet sie schwarz in einem Tattoostudio, von dem sie jedoch entlassen wird. Pelin ist mit ihrer Lebenssituation überfordert, verschuldet und ausgebrannt. Ihr Freund Edin, ein Drogendealer, ist ihr dabei keine Hilfe. Die Beziehung beschränkt sich eigentlich nur auf schnellen Sex. Als Edin eine Nacht bei Pelin verbringt, findet der kleine Elvis einige bunte Pillen in Edins Jacke und schluckt sie. Nur knapp entgeht er im Krankenhaus dem Tod. Pelin soll nun das Sorgerecht für ihre Kinder aberkannt werden, doch mit der Unterstützung des Jugendamtes kann sie dies mit einer Mutter-Kind-Kur auf Fehmarn abwenden.
In der Kurklinik ist Pelin jedoch strengen Regeln unterworfen wie Bettruhe, keinen Männerbesuch und zwingende Teilnahme an Kursen. Doch Pelin kann sich nicht unterordnen und verstößt regelmäßig gegen die Vorgaben. Auch ihre Zimmernachbarin Christa, die aus einer völlig anderen Welt stammt, geht ihr gehörig auf die Nerven. Trotz der Verantwortung für ihre Kinder schlägt sie sich die Nächte um die Ohren, wohlwissend, dass diese Kur ihre letzte Chance für einen Neubeginn ist. Als ihr der Klinikchef mitteilt, dass sie von Edin schwanger ist, ist die Perspektivlosigkeit perfekt.
Unerwartet taucht Edin auf. Er hat Pläne für ihr gemeinsames Tattoostudio. Voraussetzung hierfür ist allerdings, dass Pelin mit den Kindern als Tarnung ein halbes Kilo Drogen im Wert von 40.000 Euro mit der Fähre nach Dänemark schmuggelt. Allmählich zweifelt sie an Edins Absichten, stimmt jedoch zu. Zusammen mit der unwissenden Christa besteigt sie die Fähre und wird in Dänemark prompt kontrolliert. Christa übernimmt während der Kontrolle ihre Tasche und Kinder. Auf der Toilette entdeckt sie beim Windelnwechseln die Drogen in Pelins Tasche und spült sie die Toilette hinunter. Als Pelin zurückkommt, geht Christa wortlos weg. Verzweifelt sucht Pelin die Drogen und kehrt desillusioniert in die Klinik zurück.
Edin sucht sie auf und fragt, warum sie nicht zum vereinbarten Treffpunkt gekommen ist. Nachdem sie ihm die Wahrheit erzählt, schlägt und verletzt Edin sie. Daraufhin sucht er das Weite und Pelin kehrt mit ihren Kindern nach Berlin-Wedding zurück.

## Kritik
„Beachtliches neudeutsches Sozialdrama mit viel Gespür für Details, das den Figuren ohne viele Worte klar umrissene Charakterisierungen verleiht. Das ehrliche Frauenporträt bleibt trotz Wohlfühlmomenten unbehaglich, weil es mehr auf die Beobachtung prekärer Lebensumstände als auf moralische Urteile setzt.“

„Mit dem Max-Ophüls-Preis für das beste Drehbuch ausgezeichnetes Drama, in dem Verena S. Freytag ein genaues Bild der Multikulti-Migrationsrealität zeichnet und wieso es so schwer ist, an Hartz-IV-Lebensumständen etwas zu ändern. Die Hauptfigur verheddert sich immer wieder in den gleichen Fallstricken und mogelt sich, permanent überfordert, gerade so durch, weiß Chancen weder zu schätzen noch zu nutzen und rutscht noch ein Stück mehr ins – zumindest teilweise – selbst verschuldete Elend.“